# Cynthia Delores Tucker

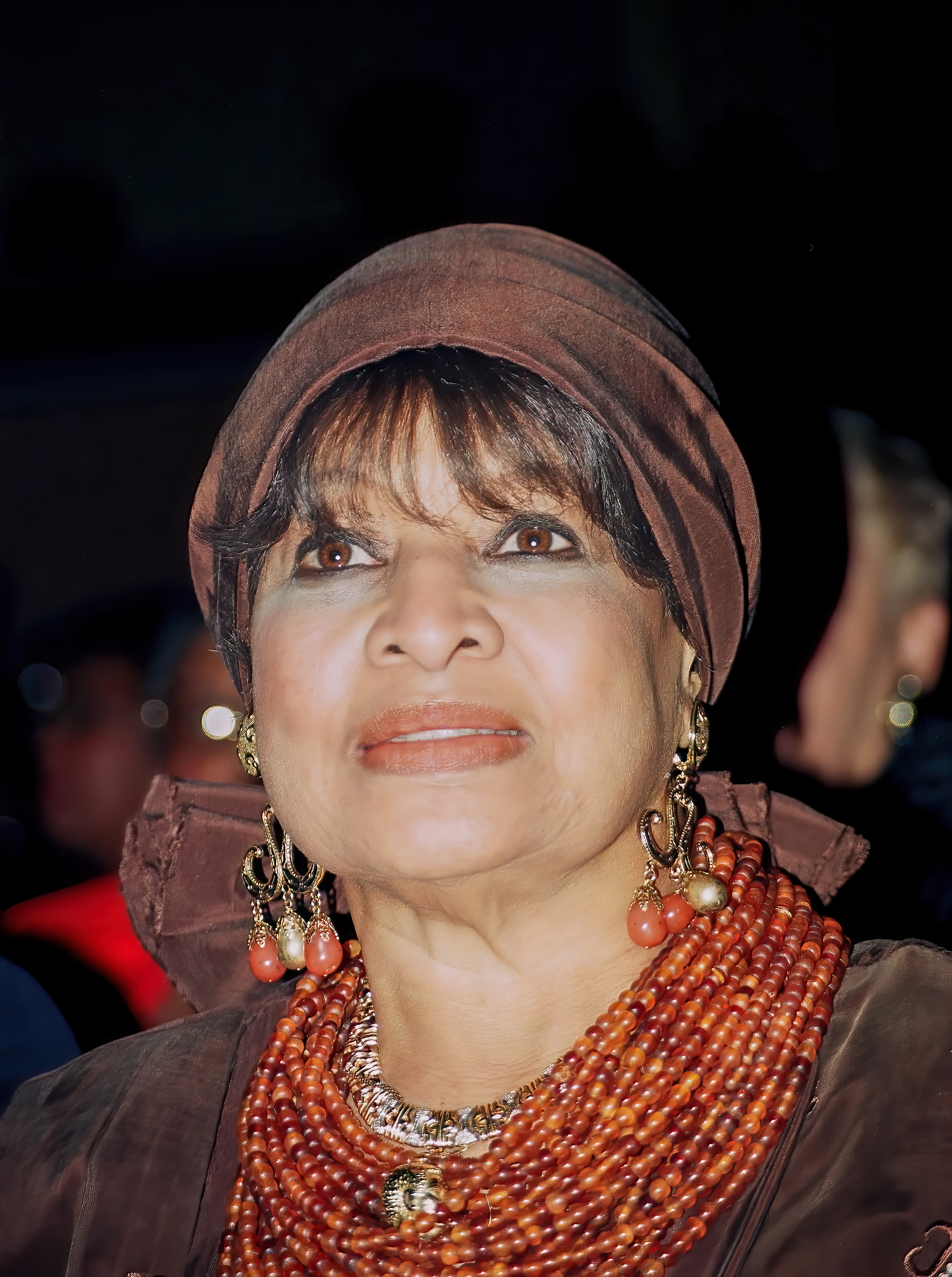
Delores Tucker em 1996

Cynthia Delores Tucker (4 de outubro de 1927 - 12 de outubro de 2005) foi uma política e ativista dos direitos civis norte-americana. Teve uma longa história de envolvimento no Movimento dos Direitos Civis Americanos. A partir da década de 1990, envolveu-se numa campanha contra a música rap e hip hop.